# Libri protocanonici
I libri protocanonici sono quei libri dell'Antico Testamento che sono compresi nella Bibbia ebraica e che sono sempre stati considerati canonici da quasi tutti i cristiani nella storia. Il termine protocanonico è spesso usato per contrapporre tali libri ai libri deuterocanonici o apocrifi, che "erano talvolta messi in dubbio" nella Chiesa dei primi anni.

## Lista
I libri protocanonici sono: Genesi, Esodo, Levitico, Numeri, Deuteronomio, Giosuè, Giudici, Rut, I e II Samuele, I e II Re, I e II Cronache, Esdra, Neemia, Ester, Giobbe, Salmi, Proverbi, Ecclesiaste, Cantico dei cantici, Isaia, Geremia, Lamentazioni, Ezechiele, Daniele, Osea, Gioele, Amos, Abdia, Giona, Michea, Naum, Abacuc, Sofonia, Aggeo, Zaccaria e Malachia.

## Computo
Questi libri sono tipicamente 39 nella gran parte delle bibbie di lingua inglese. Basandosi sulla Tanakh, gli stessi libri possono invece essere considerati 24, contando i dodici profeti minori tutti assieme come unico libro, un libro ciascuno per Samuele I e II, Re I e II, Cronache I e II, ed infine Esdra e Neemia come libro unico. Nel suo prologo, San Girolamo calcolava lo stesso contenuto come 22 libri, accorpando Geremia a Lamentazioni, e Giudici a Ruth. L'elenco esposto nel Codex Hierosolymitanus enumera gli stessi libri arrivando a 27.
A queste somme sono stati a volte attribuiti significati numerologici. Il fatto che i libri fossero 22 avrebbe rappresentato le 22 lettere dell'alfabeto ebraico; i 5 libri doppi (Giudici/Ruth, Samuele I e II, Cronache I e II, Esdra/Neemia e Lamentazioni) andrebbero associati alle cinque lettere ebraiche esistenti in due forme: kaph, mem, nun pe e tsade. Il diverso computo che arriva a 24 libri fu invece accostato ai 24 vegliardi che depongono le loro corone davanti all'Agnello nell'Apocalisse. Dal canto suo, il computo che arriva a 27 libri formerebbe una perfetta simmetria con gli altrettanti libri canonici neotestamentari.

## Varianti antiche
La maggior parte dei libri protocanonici era universalmente accettata dalla chiesa delle origini, ma alcuni libri venivano omessi da alcuni dei primi canoni. Atanasio di Alessandria escludeva Ester dalla sua lista. È possibile che seguisse un antico canone ebraico su 22 libri, forse lo stesso menzionato ma non precisato da Flavio Giuseppe. Teodoro di Mopsuestia ometteva  Cantico dei cantici, Ecclesiaste, Giobbe ed Esdra-Neemia ottenendo un elenco di 22 libri.

## Nuovo Testamento
Per analogia con questo fenomeno di antica e ampia accettazione di molti dei libri scritturali ebraici e greci, l'aggettivo protocanonico è a volte anche usato per descrivere quelle opere del Nuovo Testamento che erano le più diffusamente accettate dalla Chiesa delle origini (gli Omolegomena, una parola greca significante "professati ed indiscussi"), per distinguerle dai rimanenti libri (gli Antilegomena) che furono accettati solo in un momento successivo. Può essere anche usato riferendosi a tutti i 27 libri nella loro interezza, poiché sono stati riconosciuti da 1500 anni da quasi tutti i cristiani, specie quando si vuol marcare una distinzione tra essi e gli scritti non canonici della Chiesa delle origini. Per maggiori informazioni sullo sviluppo del canone neotestamentario, si veda la voce canone biblico.